# Farid Fouzari
Farid Fouzari, né le 5 août 1967 à Charleville-Mézières (France), est un joueur puis entraîneur français de football actuellement en poste au Canet Roussillon FC.

## Carrière de joueur
Ce défenseur réalise sa carrière professionnelle dans deux clubs : le Club sportif Sedan Ardennes de 1986 à 1992 puis de 1996 à 1998, et l'OFC Charleville de 1992 à 1996. Entre 1991 et 1996, il participe à 138 matchs de 2e division, pour cinq buts. Le reste de sa carrière sportive se fait en Division 3 ou en National.
Après sa retraite sportive il devient entraîneur.

## Carrière d'entraîneur
En mai 2002, à l'issue d'un stage au CTNFS Clairefontaine et d'une semaine d'examens, il obtient le BEES 2e degré spécifique, qui permet d'entraîner des clubs évoluant en CFA, CFA2 et DH. Longtemps entraîneur adjoint au CS Sedan, il part au Paris FC, de 2006 ou 2007 à 2009, puis revient à Sedan, aux côtés de Landry Chauvin. 
Laissé libre en 2012 à la suite de l'effondrement du club sedanais, il est nommé en novembre 2012 à la tête de l'US Quevilly, finaliste de la dernière Coupe de France, qu'il n'arrive pas à sauver de sa mauvaise posture en National. Non reconduit, il reprend en 2013 l'équipe première du CS Sedan, tombée en CFA 2, et parvient pour sa première saison à la faire accéder au CFA.
Lors de saison 2014-2015 du club en CFA, il permet au club, avant le terme de la saison, d'être promu en National. Il est suspendu de ses fonctions le 30 novembre 2015.
Lors de la saison 2016-2017, il est l'entraîneur de l'AS Prix-lès-Mézières, évoluant en CFA 2. Grâce à lui, le club joue pour la première fois de son histoire un 16e de finale de Coupe de France mais échoue face à Fréjus Saint-Raphaël. 
Il quitte le club après une bonne saison pour partir le 29 juin 2017 au FC Martigues, club de National 2. Après un an dans le Sud, il revient dans les Ardennes le 12 octobre 2018 à l'Olympique de Charleville-Neufmanil-Aiglemont (Régional 1). Il subit une saison décevante puisque son club qui finit dernier est relégué en Régional 2.
Après une saison très compliquée à l'Olympique Charleville-Neufmanil-Aiglemont, il rebondit dans le sud de la France en National 3 à l'Athlético Marseille le 20 juin 2019.
. 